# L'Île Atlantique (roman)
Pour l’article homonyme, voir L'Île Atlantique.
L'Île Atlantique est un roman de l'écrivain français Tony Duvert (1945-2008) paru en mars 1979 aux éditions de Minuit.

## Résumé[1],[2]
L'histoire se déroule sur une île fictive de la côte atlantique où des garçons, âgés de sept à quatorze ans et issus de diverses classes sociales, s'organisent une existence autonome, loin du foyer de leurs parents. Vivant de chapardages et de cambriolages, ils ne tardent pas à sombrer dans une certaine violence où la loi du plus fort s'impose comme la seule réalité.
Parallèlement, diverses descriptions sont faites des familles de l'île, certaines étant d'un laxisme excessif, comparable à de l'indifférence, d'autres d'une sévérité confinant à la cruauté. Duvert, reprenant un thème qui lui est cher, compare le monde des enfants à celui des adultes qu'il n'hésite pas à dépeindre de manière très sombre.

## Accueil

### Analyse[3]
Rompant avec son style habituel, Tony Duvert rédige L'Île Atlantique dans un esprit d’accessibilité, ce qui offrira au roman un accueil critique favorable. D'autre part, l'auteur ne renonce pas au réalisme qui lui est propre et qui dépeint le plus souvent l'humanité (du moins le monde des adultes) sous son jour le plus abject. Il renonce de fait à tout militantisme pédophile pour cloisonner la sexualité des enfants et des adultes en deux univers distincts, celle des adultes étant nécessairement la plus laide à ses yeux. De manière générale, l'ouvrage se vend mieux que ses précédents romans.

### Télévision[4]
En 2003, le cinéaste, poète et romancier Gérard Mordillat adapte L'Île Atlantique pour la télévision (Arte) avec l'aval de Tony Duvert.